# Repo! The Genetic Opera
Repo! The Genetic Opera is een Amerikaanse sciencefiction-horror-rockmusicalfilm uit 2008 onder regie van Darren Lynn Bousman. Het verhaal hierin werd gebaseerd op dat uit de gelijknamige musical uit 2002.  De film ontving oorspronkelijk slechte recensies, maar werd later een cultfilm waarbij fans verkleed als de personages de film bezoeken. Paris Hilton won een Razzie voor slechtste vrouwelijke bijrol.

## Rolverdeling
- Alexa Vega - Shilo Wallace
- Paul Sorvino - Rotti Largo
- Anthony Stewart Head - Nathan Wallace
- Sarah Brightman - Blind Mag
- Paris Hilton - Amber Sweet
- Bill Moseley - Luigi Largo